# Stowa
STOWA es un fabricante alemán de relojes situando en Engelsbrand. Su dueño actual es Jörg Schauer, quien posee además una firma relojera con su nombre, y los derechos de la histórica firma de mecanismos relojeros DUROWE.

## Historia

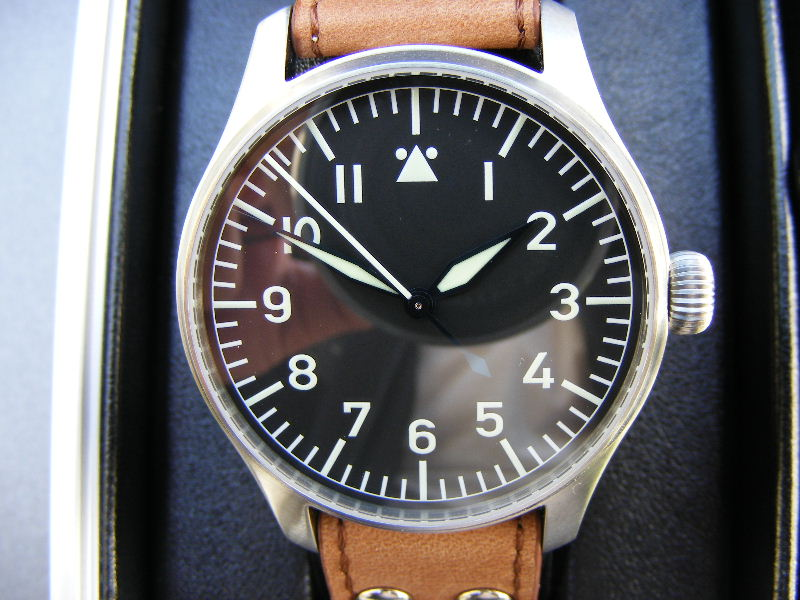
STOWA Airman, uno de los históricos relojes de los pilotos de la Luftwaffe.

En 1927, Walter Storz funda STOWA como una marca separada dentro de la factoría de relojes de su padre en Hornberg, Alemania. El nombre lo toma de sus tres primeras letras del apellido y las dos primeras de su nombre. El éxito de sus relojes hace que en 1935 monte su propia fábrica en una nave alquilada en Pforzheim, y en 1938 construya su propia fábrica en la misma ciudad.
En 1939, Stowa hace los "Beobachtungsuhr" ("Relojes de Observador"), también conocidos como "flieger" o "B-Uhr" , relojes usados por la Luftwaffe. Cinco compañías fueron autorizadas por el Gobierno Alemán para hacer dichos "B-Uhr": A. Lange & Söhne, Laco, Wempe, IWC y Stowa. A día de hoy, Stowa continúa haciendo un "hommage" o reedición de dicho reloj, el Airman.
El 23 de febrero de 1945, la factoría Stowa fue destruida en un bombardeo aliado. Mientras se construía una nueva factoría, la producción se movió a Rheinfelden (una ciudad en la frontera germano-suiza) para asegurarse de que continuaría la fabricación de relojes. En la década de los '50, los Stowa se venden en 80 países y más de la mitad de la producción se destina a exportación. 
En 1960, Werner Storz releva a su padre en la dirección. Walter Storz muere en 1974. Werner Storz vende Stowa a Jörg Schauer, su actual propietario, en 1996.

## Modelos

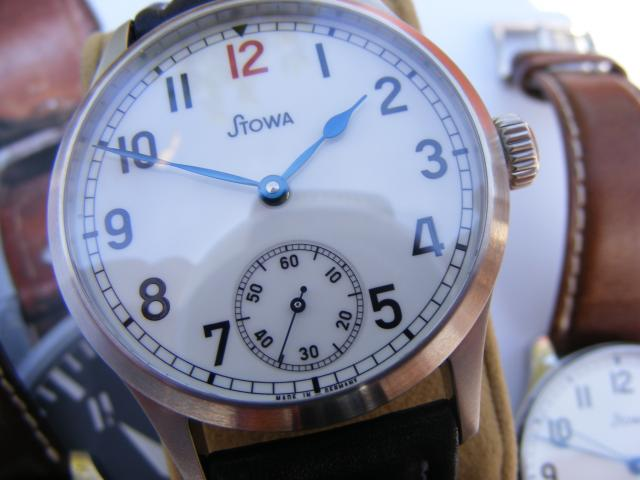
STOWA Marine Original.

En el presente, Stowa tiene las siguientes líneas:
- Antea - reedición de un reloj de la firma, de los años '30 con diseño Bauhaus.
- Flieger (Airman) - un homenaje al original "B-Uhr"
- Marine - reloj con diseño basado en los cronómetros marinos
- Prodiver - un reloj de buceo (diver) sumergible a 1000 m
- Seatime - un reloj deportivo sumergible a 300 m
- Partitio - diseñado por Schauer basándose en un reloj de la firma, de los años 1930

Los calibres utilizados por Stowa son de origen ETA con modificaciones de decoración y en el modelo Airman Original, mecánicas. Sin embargo, dado que Jörg Schauer es el propietario de los derechos de la firma Durowe (Deutsche Uhrenrohwerke), ha anunciado que los futuros Stowa llevarán esos movimientos.

## Distribución
Desde 2001, Stowa ha vendido prácticamente todos sus relojes directamente al cliente final, bien a través de internet, bien en su factoría en Engelsbrand, lo que hace que los precios de sus relojes sean inferiores que si se hubieran vendido a través de los canales tradicionales de venta.